# とよす
とよす株式会社（TOYOSU CO.,LTD.）は、大阪府池田市に本社を置く、あられ・おかき等の米菓を製造・販売する日本の企業である。

## 会社概要
創業から今日まで、あられ・おかきなどの米菓の製造・販売を専業としている食品製造業企業である。基本的に販売は関西を中心としているが、問屋等を通じて、一部は関東などにも販売されている。
1970年代後期より、関西地区でテレビCMを放映すると共に、「あられはやっぱり、とよす」のフレーズで知られるものの、近年では、流通で買える製品はひなあられだけに絞られており、全国の大手百貨店などに向けた専門店への展開による出店販売のケースが多くなっている。

## 沿革
- 1902年（明治35年）- 豊洲卯三郎が大阪・阿波座にて創業。
- 1950年（昭和25年）- 豊洲食品工業株式会社を設立。
- 1988年（昭和63年）- 創業地・池田市井口堂に茶寮「とよす三菓亭」を開業。
- 1990年（平成2年）- 池田市に「とんかつ花邑」1号店を開業[2]
- 2003年（平成15年）- 亀田製菓と資本・業務提携。飲食事業部が分社独立、三菓亭を設立。

## 店舗・事業所
- とよす有庵（主に関西の百貨店を中心として、全国の百貨店等に展開）
- かきたねキッチン（日本初の柿の種専門店として、全国の百貨店等に展開）
- 本社・工場、営業部、業務物流課（大阪府池田市）

- 東京営業部（東京都文京区）

## 主な商品
贈答用の詰め合わせが主力商品。大手デパートの地下に多数のアンテナショップを持つ。代表的な商品は「お八つ」「豊楽撰」である。